# Lawrence Klein
Lawrence Robert Klein, född 14 september 1920 i Omaha, Nebraska, död 20 oktober 2013 i Gladwyne, Montgomery County, Pennsylvania, var en amerikansk nationalekonom som belönades med Sveriges Riksbanks pris i ekonomisk vetenskap till Alfred Nobels minne 1980.

## Biografi
Klein studerade inledningsvis vid Los Angeles City College, där han blev intresserade av högre matematik, och slutförde sina studier vid University of California, Berkeley där han tog examen 1942. Han var därefter doktorand vid Massachusetts Institute of Technology där han handleddes av Paul Samuelson och tog en doktorsexamen (Ph.D.) 1944. Därefter arbetade Klein vid Cowleskommissionen vid University of Chicago 1944–1947. Han tillbringade sedan ett år i Norge hos Ragnar Frisch och Trygve Haavelmo och besökte under denna tid nationalekonomer i flera andra europeiska länder. 1948–1950 var han verksam vid National Bureau of Economic Research och delvis överlappande Survey Research Center vid University of Michigan 1949–1954. Han var 1954–1958 verksam vid University of Oxford och universitetets statistiska institut. 1958 flyttade han till University of Pennsylvania där han 1968–1991 var innehavare av Benjamin Franklin-professuren i nationalekonomi och finans vid Wharton School, och därefter professor emeritus.

## Insatser inom nationalekonomi
Klein var en av pionjärerna i att bygga makroekonomiska modeller som bland annat kunde förutsäga konjunkturskiftningar. En av de tidiga framgångarna för modellerna var att prognostisera den ekonomiska utvecklingen i USA efter andra världskrigets slut. Många ekonomer trodde att krigsslutet skulle leda till depression i likhet med situationen efter första världskriget. Klein förutspådde däremot att den otillfredsställda efterfrågan av konsumentvaror medan kriget pågick, i kombination med de återvändande soldaternas köpkraft, troligen skulle förhindra en depression och fick rätt i denna förutsägelse. Detta modellarbete inleddes när Klein arbetade vid Cowleskommissionen, där Jacob Marschak gav honom uppgiften att förnya och vidareutveckla Jan Tinbergens tidiga försök att bygga ekonometriska modeller av USA.
Hans fortsatta forskning ledde till en följd av modeller av ekonomisk aktivitet som successivt var mer detaljerade och sofistikerade. Whartonmodellerna, som han utvecklade under sin tid vid University of Pennsylvania, fick bred användning i prognoser av bruttonationalprodukt, export, investeringar och konsumtion.
För sina insatser inom nationalekonomin belönades Klein med Sveriges Riksbanks pris i ekonomisk vetenskap till Alfred Nobels minne 1975, med motiveringen "för konstruktionen av ekonometriska konjunkturmodeller samt deras tillämpning för analys av ekonomisk politik".